# Jim Hanks
Pour les articles homonymes, voir Hanks.
James Mathew Hanks dit Jim Hanks (né le 15 juin 1961 à Shasta) est un acteur, réalisateur et producteur américain.
Il a joué de nombreux rôles mineurs dans des films et des apparitions à la télévision, et fait souvent du travail de substitution de voix pour son frère aîné Tom Hanks (notamment le Shérif Woody pour les jouets parlants et les jeux vidéo).